# Jatropha calcarea
Jatropha calcarea är en törelväxtart som beskrevs av Francisco Javier Fernández Casas. Jatropha calcarea ingår i släktet Jatropha och familjen törelväxter. Inga underarter finns listade i Catalogue of Life.